# Listă de convenții internaționale privind drepturile copilului
(de introdus și această lista http://ec.europa.eu/civiljustice/parental_resp/parental_resp_int_ro.htm  aici)

## Alte Convenții și declarații
- Declarația de la Langeac

## Convenții ale Conferinței de la Haga privind dreptul internațional privat
- Convenția de la Strasbourg din 2006 asupra relațiilor personale care privesc copiii adoptată de Conferința de la Haga privind dreptul internațional privat

Lista actualizată a statelor semnatare Arhivat în 23 aprilie 2014, la Wayback Machine.
- Convenția de la Haga din 1980 privind aspectele civile ale răpirii internaționale de copii adoptată de Conferința de la Haga privind dreptul internațional privat

Lista actualizată a statelor semnatare
- Convenția privind recuperarea internațională a pensiei alimentare și alte forme de întreținere familială adoptată de Conferința de la Haga privind dreptul internațional privat la 23 noiembrie 2007

Lista actualizată a statelor semnatare
- Protocolul privind legea obligațiilor de întreținere adoptat de Conferința de la Haga privind dreptul internațional privat la 23 noiembrie 2007

Lista actualizată a statelor semnatare
- Convenția privind competența, legea aplicabilă, recunoașterea, executarea și cooperarea cu privire la răspunderea părintească și măsurile privind protecția copiilor adoptată de Conferința de la Haga privind dreptul internațional privat la 19 octombrie 1996 Textul în română

Lista actualizată a statelor semnatare
- Convenția europeană asupra recunoașterii și executării hotărârilor privind custodia copiilor și de restabilire a custodiei copiilor adoptată de Conferința de la Haga privind dreptul internațional privat în 20 mai 1980 - Textul în limba română Arhivat în 1 noiembrie 2012, la Wayback Machine.

Lista actualizată a statelor semnatare[nefuncțională – arhivă]

- Convenția cu privire la suprimarea cerinței supralegalizării actelor oficiale străine, încheiată la 5 octombrie 1961, adoptată de Conferința de la Haga privind dreptul internațional privat publicată în Monitorul Oficial, Partea I nr. 408 din 26/08/1999

Lista actualizată a statelor semnatare
- Recomandarea 874 R (84)4 cu privire la responsabilitatea părintească

## Convenții și declarații ONU
- Convenția asupra Drepturilor Copilului adoptată de către Adunarea Generala a Națiunilor Unite la data de 20 noiembrie 1989

Ratificată de peste 190 de țări cu excepția SUA și Somalia
- Declarația drepturilor copilului adoptată de către Adunarea Generala a Națiunilor Unite în 2 noiembrie 1959
- Declarația de la Geneva din 1924 privind Drepturile Copilului

această declarație nu a fost obligatorie pentru statele semnatare ci a avut titlul de recomandare
- Alte convenții ONU cu privire la copii și drepturile acestora

## Regulamente ale Consiliului Europei
- Convenția europeană în domeniul informării asupra dreptului străin, Londra, 7.06.1968, și protocolul adițional la această convenție, ratificate prin H.G. nr. 153/1991, publicată în M.Of. nr. 62 bis/26.03.1991

Lista actualizată a statelor semnatare[nefuncțională – arhivă]

- Acordul european asupra transmiterii cererilor de asistență judiciară adoptat la Strasbourg la 27 ianuarie 1977, ratificat prin Legea nr. 356 din 2 decembrie 2005

Lista actualizată a statelor semnatare[nefuncțională – arhivă]

- Regulamentul (CE) nr. 4/2009
- Regulamentul (CE) nr. 44/2001 cunoscut sub numele Bruxelles I
- Regulamentul 2201 din 2003 al CE privind competența, recunoașterea și executarea hotărârilor judecătorești în materie matrimonială și în materia răspunderii părintești cunoscut sub numele Bruxelles II

## Alte
- Principiile Dreptului European cu Privire la Autoritatea Părintească enunțate de către Comisia Europeană privind Legislația Familiei